# Showtek
Showtek je poznati nizozemski EDM dvojac. Dvojac sastavljaju braća Wouter (Walt Jenssen) i Sjoerd Janssen (DJ Duro). Iako je Showtek izvorno započeo s produkcijom hardstylea i techna, danas taj dvojac producira bigroom,progressive house i slične žanrove, potpuno napuštajući hardstyle koji ih je proslavio. 2005. osnovali su vlastitu producentsku kuću Dutch Masters Works. 12. prosinca 2009. u sklopu europske turneje, nastupali su po prvi put u Hrvatskoj gdje je njihov nastup održan u klubu The Best u Zagrebu pod nazivom "Analogue Players In A Digital World Album World Tour Party".

## Diskografija

### Singlovi
- Showtek - Controller (2001.)
- Showtek - Save The Day / Bassment (2001.)
- Showtek - Seid Ihr Bereid (2003.)
- Showtek - Choruz (2004.)
- Showtek - Save The Day Again (2004.)
- Showtek - Brain Crackin' (2005.)
- Deepack vs. Showtek - Rockin' Steady (2005.)
- Showtek vs. Gizmo - 3 The Hard Way / Bangin' (2006.)
- Showtek - Puta Madre (2006.)
- Showtek - The Colour Of The Harder Styles (2006.)
- Showtek - Born 4 Thiz / Raver (2007.)
- Showtek - FTS (2007.)
- Showtek Featuring MC DV8 - Shout Out (2007.)
- Showtek - Today Is Tomorrow - Album Sampler 001 (2007.)
- Showtek - Today Is Tomorrow - Album Sampler 002 (2007.)
- Showtek - We Live For The Music (2008.)
- Deepack vs. Showtek - Skitzo (2008.)
- Showtek - Black 2008 (2008.)
- Showtek - Raver (2008.)
- Showtek - Early Sounds (2007.)
- Showtek - Dust 2 Dust (2007.)
- Showtek - Dominate (2007.)
- Showtek - Partylover (2007.)
- Showtek - Apologize (2008.)
- Showtek - Light power (2009.)
- Showtek - Here We Fuc*ing Go (2009.)
- Showtek - We Speak Music (2009.)
- Showtek - Freak (2009.)
- Showtek - Fast Life (2009.)
- Showtek Feat. MC DV8 - Electronic Stereo-Phonic (2009.)
- Showtek - My 303 (2009.)
- Showtek - Laa-Di-Fucking-Daa (2009.)
- Showtek - Analogue Players In A Digital World (2010.)
- Showtek Feat. MC DV8 - Rockchild (2010.)
- Showtek Feat. MC Stretch - Dutchie (2010.)

### Remixevi
- Walt vs. Zero-Gi - Exciter / Contact - Exciter (Showtek Remix) (2001.)
- DJ Duro - Again (Remixes) - Again (Showtek Remix) (2002.)
- Desperation - Our Reservation (Showtek Remix) (2002.)
- Desperation - Our Reservation (Part Two)(Showtek Remix) (2002.)
- Methods Of Mayhem - F.Y.U.(Showtek Remix) (2003.)
- DJ Duro - Just Begun (Showtek Remix) (2003.)
- Walt - Wanna Fuck (Showtek Remix) (2003.)
- Headliner - B.O.D.Y.P.U.M.P. (Showtek Remix) (2004.)
- Trance Generators - Darkness Will Rule (Showtek Remix) (2004.)
- Philippe Rochard Meets Nu-Pulse - The Survivors Of Hardstyle (Remixes) (Showtek Remix) (2004.)
- DJ Jorn - This Is Your Brain (Showtek Remix) (2004.)
- Charly Lownoise & Mental Theo - Wonderful Days 2.08 (Showtek Remix) (2007.)
- Brennan Heart - Revival x (Showtek Remix)(2008.)
- Zushi - La La Song (Showtek Remix) (2008.)
- Donkey Rollers - No One Can Stop Us (Showtek Kwartjes Remix)
- Abyss & Judge - Hardstyle Revolution (Showtek Remix) (2009.)
- Mr.Puta - Green Stuff (Showtek Remix)

### Albumi
- Showtek - Today Is Tomorrow (2007.)
- Showtek - Dutch Master Works Presents Showtek 'We Live For The Music' (2008.)
- Showtek - Analogue Players In A Digital World (2009.)

## Vanjske poveznice
- Showtek Službena stranica
- Showtek diskografija